# Bernard Glorion
Bernard Glorion (22 septembre 1928 - 10 août 2007), est un médecin français, président de l'Ordre des médecins en France de 1993 à 2001.
Il a dirigé de longues années le département de chirurgie de l'hôpital pédiatrique Gatien-de-Clocheville à Tours (Indre-et-Loire).
Élu en 1987 président du conseil départemental de l'Ordre des médecins d'Indre-et-Loire, il prendra en janvier 1993 la présidence nationale de l'Ordre, succédant au Dr Louis René. Ce catholique convaincu s'était fait connaître pour développer la réflexion sur la fin de vie et les soins palliatifs.
Il est le père de 6 enfants, 2 filles jumelles puis 4 garçons dont l'aîné, Christophe Glorion, est actuellement chef de service d'orthopédie pédiatrique à l'Hôpital Necker- Enfants malades, à Paris.